# Condado de Taita-Taveta
Taita-Taveta es un condado de Kenia. Se sitúa a unos 200 km de Mombasa y 360 km de Nairobi.
La capital es Mwatate. Son ciudades importantes Voi, Wundanyi y Taveta.
Su población es muy variable debido a los cambios que se producen en las lluvias.
En 2007, el antiguo distrito de Taita-Taveta fue dividido en los distritos de Taita y Taveta. Posteriormente, la separación se rectificó, dando lugar al actual condado de Taita-Taveta.
Dentro de los límites del condado se extienden parte de los parques nacionales de Tsavo Este y Tsavo Oeste.

## Localidades principales
Las principales localidades del condado son las siguientes (población en 2019):
- Voi (53 353 habitantes)
- Taveta (22 018 habitantes)
- Mwatate (9572 habitantes)
- Maungu (4713 habitantes)
- Wundanyi (4118 habitantes)